# Pluvian fluviatile
Pluvianus aegyptius
Famille
Genre
Espèce
Statut de conservation UICN

 LC  : Préoccupation mineure
Le Pluvian fluviatile (Pluvianus aegyptius), Pluvian d'Égypte ou Pluvian du Nil, est une espèce d'oiseaux, l'unique représentante du genre Pluvianus et de la famille Pluvianidae.

## Position systématique
Il a été positionné par de nombreux auteurs, les glaréolidés et dans sa sous-famille des cursoriinés, avec les courvites.
Dans la classification de Sibley et Monroe, les cursoriinés sont regroupés avec les glaréolinés, les dromadinés constituant la seconde sous-famille.

## Le pluvian fluviatile: commensalisme avec le crocodile?

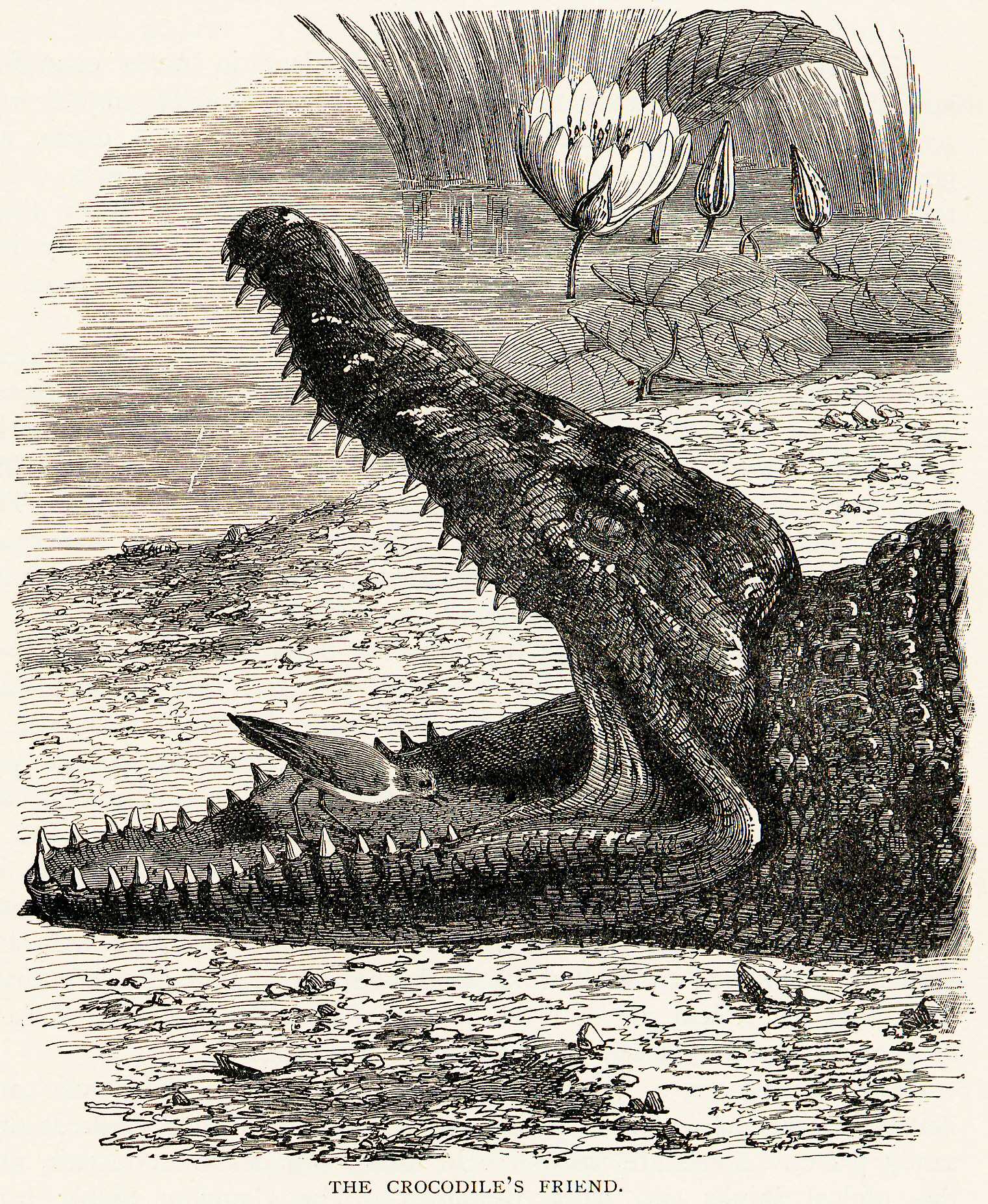
Plusieurs auteurs pensent que le « trochile » mentionné dans les récits d'Hérodote, oiseau censé se loger dans la gueule des crocodiles pour y déloger les sangsues et les particules de nourriture emprisonnées entre les dents de ces reptiles, est le pluvian fluviatile. La véracité de ces observations n'a jamais été confirmée.

Au Ve siècle av. J.-C., l'historien grec Hérodote, dans la description de l'Égypte qu'il fait au livre II de L'Enquête, affirme l'existence d'une entraide entre le Pluvian fluviatile et le Crocodile du Nil (Crocodylus niloticus).

« Comme il vit dans l'eau, les parois de sa gueule sont couvertes de sangsues. Or, les oiseaux et les animaux le fuient tous, sauf l'oiseau trochile (en) qui vit en paix avec lui parce qu'il lui rend service : quand le crocodile a quitté l'eau pour la terre ferme et qu'il vient à bâiller (en général, il se tourne pour cela du côté du vent d'ouest), le trochile pénètre alors dans sa gueule et avale les sangsues ; et le crocodile, enchanté de ce service, ne fait aucun mal à l'oiseau. »

Par la suite, cette affirmation a petit à petit envahi la littérature et la tradition orale, faisant des relations entre ces deux espèces un cas « authentique » de « symbiose de ménage ». Le récit d'Hérodote sur l'oiseau qu'il appelait trochile a été au fil du temps attribué au pluvian fluviatile, que des témoins auraient vu marcher et se nourrir à l'intérieur de la gueule de crocodiles du Nil.
Dans les années 2010, un montage photographique montrant un pluvian fluviatile posé dans la gueule d'un crocodile est publiée sur internet avec le commentaire explicite qu'il s'agit d'un trucage aux seules fins d'illustration de la croyance populaire, l'illustration a été interprétée et utilisée par certains sites web comme une preuve de la réalité de cette croyance. Il n'existe en fait aucune preuve d'un tel mutualisme avec les crocodiles du Nil.
En 1979, Howell étudie le pluvian fluviatile et conclut que, si partenariat il y a, il n'est pas fréquent et pourrait plutôt concerner une autre espèce, le vanneau à éperons (Hoplopterus spinosus). Pablo Servigne et Gauthier Chapelle indiquent en 2017 qu'il n'existe pas d'observations modernes avérées, et notamment pas de photos, de cette entraide, et que les observations sont désormais rendues plus difficiles par le fait que le crocodile du Nil et le pluvian fluviatile se raréfient tous les deux.
Dans l'intervalle, des relations du même type ont bel et bien été observées, mais entre d'autres espèces vivantes. Elles correspondent à ce que la zoologie appelle le commensalisme. Une telle symbiose implique un échange via lequel une espèce assure le nettoyage d'un hôte (ou « client ») en extirpant ectoparasites et autres nuisances semblables en échange de la protection qu'offre la proximité de l'hôte, lequel est dans la plupart des cas un prédateur (envers de tierces espèces) ou un animal beaucoup plus gros pouvant ainsi assurer la défense de l'espèce hébergée. On relève de tels cas de mutualisme de ménage entre des poissons des récifs coralliens,, entre le crustacé Planes minutus et la tortue carette (Caretta caretta), et chez les oiseaux, chez le cas bien connu du Piquebœuf à bec rouge (Buphagus erythrorhynchus) qui étique les grands mammifères (ex. : impalas, rhinocéros, etc.) en se perchant sur leur dos.

## Dans la littérature
- Pilou pilou : Katharina Sieg & Susana Isern. OQO éd., 2012, 36 p.  (ISBN 978-84-9871-348-0)

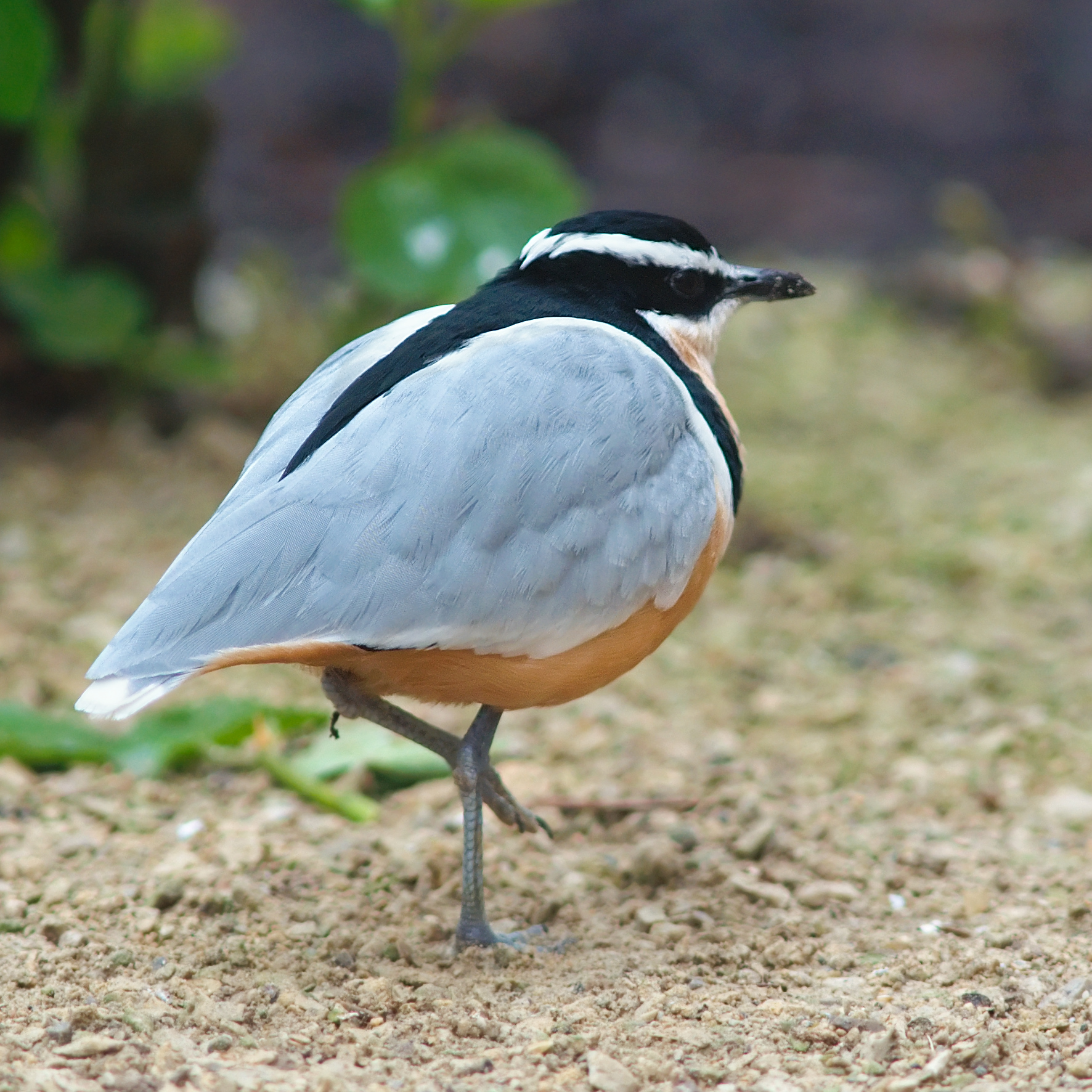
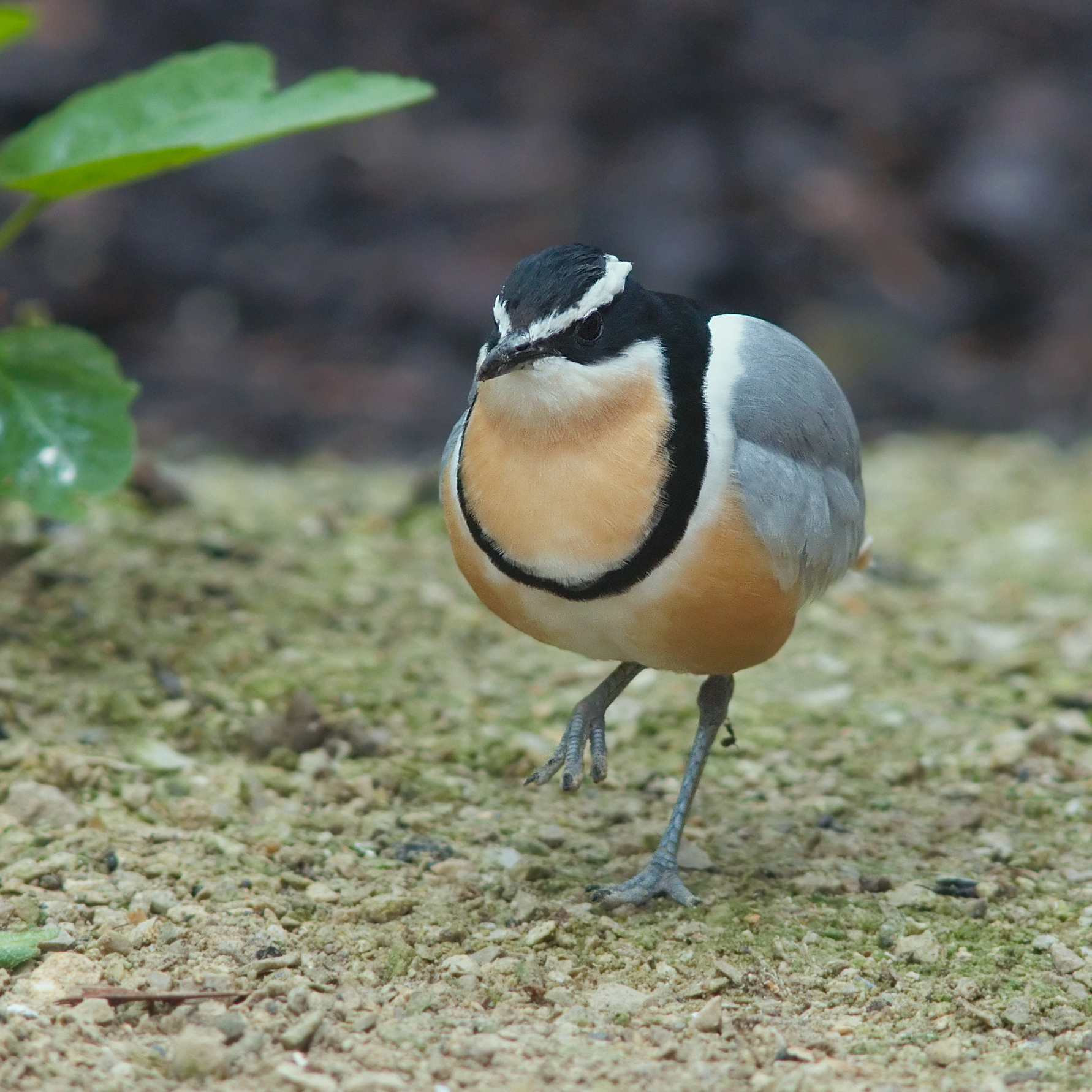

## Dans le cinéma
- Le crocodile et le pluvian est une série chinoise tournée en France sortie en 2019